# Shozo Fujii
Shozo Fujii (Japans: 藤猪 省太, Fujii Shōzō; Higashikagawa, 11 mei 1950) is een Japans judoka.
Hij won viermaal goud op het wereldkampioenschap judo: in 1971 (-80kg), 1973 (-80kg), 1975 (-80kg) en 1979 (-78kg).
Hij won verder twee gouden medailles op het aziatisch kampioenschap judo van 1974, namelijk in de categorie tot 80 kilogram en de open categorie.